# Pierre Sauvageot
 (octobre 2023).
 (mai 2019).
Pour les articles homonymes, voir Sauvageot.
Pierre Sauvageot, né en 1953, est un compositeur français. 
Il est nommé en 2001 à la direction de Lieux publics, pôle européen et Centre national des arts de la rue et de l'espace public installé à la Cité des arts de la rue, dans les quartiers nord de Marseille. Il crée également le réseau européen In Situ en 2003. In Situ est une plateforme européenne pour la création artistique en espace public qui a soutenu plus de 200 artistes européens.
De 2019 à 2021, Pierre Sauvageot est membre du jury des Capitales européennes de la culture (ECOC, European Capital of Culture).

## Biographie
Après des études secondaires classiques (lycées Montaigne et Louis-le-Grand, Paris), Pierre Sauvageot arrête volontairement[réf. nécessaire] le lycée en terminale. Pour des raisons plus politiques qu'artistiques, il  initie une des toutes premières fanfares de rue. Pendant les années 1970, il rejoint le Théâtre de l'Aquarium, Les Macloma, et participe au mouvement du free jazz auprès de son professeur de trompette Bernard Vitet. Au début des années 1980, il entame son travail en l'espace libre avec Sirène, concert de port à Saint-Nazaire, puis en 1983, avec Faux-Vent, premier concert orthophonique pour sons en mouvements, à l'invitation de Lieux publics nouvellement créé.

### Décor Sonore
En 1985, Pierre Sauvageot s’associe avec Michel Risse pour créer Décor sonore, outil de réalisation unique. Au-delà de la codirection artistique, il assume la production et l'administration de cette structure qui servira de cadre à la création de nombreux spectacles et réalisations musicales :
- 1989 : Toussaint Louverture, qui réunit orchestre symphonique, tambours de Doudou N'Daye Rose, chœur de Julien Jouga et voix de Toto Bissainthe. A cette occasion, Pierre Sauvageot en écrit le scénario avec Jean-Louis Sagot-Duvauroux.
- 1990 : Ballet mécanique, concert-spectacle de sons industriels pour hélicoptères, convois ferroviaires, grues, grande roue foraine, acrobates, personnages sonores et pyrotechnie, soit une trentaine de sources sonores en mouvement.
- 1992 : Grand Mix rassemble sur une même scène l'Orchestre Philharmonique des Pays de la Loire, Les Tambours du Bronx et les voix bulgares de Trakia.
- 1994 : conception Des corps sonores, personnages-haut-parleurs diffusant dans l'espace des compositions orthophoniques, menant à la réalisation avec Oposito du Cinématophone, fanfare électrolytique.
- 1997-1999 : direction du final du spectacle Transhumance de la compagnie Oposito, avec Métalo Voice, le Bagad Brieg, et plusieurs formations symphoniques.
- 1998 : la Petite Bande passante, octuor vocal urbain et métaphorique.
- Juillet 2000 : Sivox, co-écriture de l'événement des Pro nomades de Saint-Gaudens.

En 1997, Pierre Sauvageot crée Allegro Barbaro, dans le cadre des Parcours d'artistes de Lieux publics. Cet orchestre symphonique de ville réunit une centaine de musiciens et mélange instruments traditionnels et objets sonores urbains (cyclomoteurs, bouteilles cassées, klaxons…). Allegro Barbaro parcourt la cité en faisant résonner places, friches ou marchés avec cinq chefs d'orchestre qui réinventent la partition par leur langage de signes. Pour pérenniser ce travail, l'association Allegro Barbaro est créée à Marseille.
L'Allegro Barbaro donne en 1999, avec Lieux publics, son Concertomnibus en 8 stations à travers Marseille, duo avec paquebot, casse automobile dans un parking souterrain, concert de plage à Corbières, sons ferroviaires à la Gare Saint-Charles. Puis il joue une participation musicale à la Massalia, commémoration des 2600 ans de Marseille.
En juillet 2000, est créé l'Orchestre de chambre de ville présenté à Saint-Gaudens et Chalon dans la rue.

## Lieux publics &Cie

### Les évènements
Nommé à la direction de Lieux publics en 2001, Pierre Sauvageot imprime une signature singulière aux projets du centre national.
Dès son arrivée en 2001, il met en place le dispositif de recherche Remue-méninges qui chaque année accompagne les projets de cinq artistes ou compagnies dès leur genèse. Lieux publics apporte un soutien à ces écritures et réunit pour un séminaire de cinq jours les artistes, avec l’équipe de Lieux publics et un groupe de consultants. Les compagnies viennent de disciplines complémentaires : théâtre, danse, art plastique, musique… Leurs approches diverses nourrissent la rencontre et éclairent les propositions de manière réciproque. Remue-méninges soulève et tente de répondre à des questions d'actualité sur la création artistique dans l'espace public.
Pierre Sauvageot invente également les évènements, Sirènes et Midi Net en 2003. Pendant 15 ans, ces occupations poétiques du parvis de l'Opéra de Marseille chaque premier mercredi du mois ont permis à une compagnie de jouer avec ce signal sonore urbain .
Un jeu poétique et chronologique voit le jour tout au long de l'année 2003 avec l’Année des 13 Lunes qui parcourt le département des Bouches-du-Rhône chaque jour de pleine lune.
Dans le cadre de Marseille-Provence 2013, Capitale européenne de la culture, Pierre Sauvageot et Lieux publics imaginent le festival Métamorphoses (du 20 septembre au 6 octobre 2013) qui transforme la ville en plaine de jeu artistique. Avec une vingtaine de créations d’artistes dont trois projets participatifs dans les rues de Marseille, Métamorphoses a été un rendez-vous des artistes européens qui jouent avec la ville et les habitants.

### Créations
En parallèle de la direction de Lieux publics, Pierre Sauvageot continue ses projets artistiques, Télérama le définit comme « un accoucheur d'idées folles » et « un compositeur inspiré ».
En 2002, il crée le Concert de public. Cette création hors-norme, qui propose à un public de se transformer en orchestre sous la direction de 4 chefs d’orchestre, est toujours présente dans les festivals internationaux. Elle a déjà été interprétée une soixantaine de fois.
En 2003, 13’ pour coucher la Lune, final pyrotechnique avec le Groupe F, fera la clôture à Marseille de l' Année des 13 Lunes.
Il continue son travail de compositeur avec les créations de la chorégraphe Jany Jérémie : J’voudrais être blanche (2004), Parade (2005), Kiosque nègre (2006).
2005 sera l'année de deux créations éphémères, Sirénade dans le port de Marseille et Babel Platz Symphonie pour 152 fenêtres à Graz.
En septembre 2006, création d' oXc (Odyssée), opéra urbain et méditerranéen. Pour faire revivre dans la ville d’aujourd’hui la mythologie homérique, Pierre Sauvageot a fait appel à plusieurs solistes singuliers, et à des moyens technologiques à la dimension d’une grande place publique susceptible d’accueillir 5 000 personnes. OXc a été présenté à Angers, Salamanque, Marseille, Alès et Chalon dans la rue, Calais, Clermont-en-Genevois, Rennes, Villeurbanne, Lyon et Draguignan.
En 2010, il inaugure une nouvelle étape de son travail avec Champ harmonique : marche symphonique pour 500 instruments éoliens et public en mouvement ([vidéo] « voir un extrait », sur YouTube). Œuvre-installation en pleine nature, évoquant le land-art, Champ harmonique prolonge la démarche du compositeur par une expérimentation musicale des bruits du monde qui nous entoure, cette fois au-delà de la ville, rencontre entre les instruments et le vent, véritable composition plastique en collaboration avec Jany Jérémie et Toni Casalonga.
En 2013, il crée Igor hagard, un sacre ferroviaire : une réorchestration de l'œuvre d'Igor Stravinsky Le Sacre du printemps. La partition originale est respectée, mais tous les instruments de l'orchestre symphonique ont été remplacés par des sons de l'ailleurs : rumeurs ferroviaires, signaux sonores, vagues et mouettes, instruments extra-européens, gouttes et tonnerre, paroles polyglottes, touches radiophoniques... Sur des fauteuils d'écoute installés sur le quai, les auditeurs sont plongés dans un bain sonore, casques aux oreilles. Pas de voyage sans un peu de lecture, de mots croisés. Des extraits de La Prose du Transsibérien et de la petite Jehanne de France, écrit par Blaise Cendrars également en 1913, dialoguent, et jouent des correspondances dans les stations.
En 2017, création de Grand Ensemble, dialogue entre un immeuble et un orchestre symphonique. Ce concert vertical pour un immeuble et ses habitants est une sorte de puzzle sonore cher à Georges Perec et à son roman La Vie mode d'emploi : un immeuble, des balcons, des escaliers, des antennes paraboliques, du linge aux fenêtres, des vélos d'enfants. Des petits espaces privés donnés au regard de tous. Des bruits, des sons, de la musique. Un enfant qui pleure, une télévision qui ronronne, un chien aboie, un couple se querelle, une casserole tombe,... Autant de signaux sonores des habitants qui vivent si loin si proches de leurs voisins pour des gens qui passent devant cet immeuble. Un orchestre symphonique au grand complet s'installe aux balcons. Le public est devant l'immeuble. Cinq cents à mille-cinq-cents personnes, tel un parterre d'Opéra. Grand Ensemble a été créé en juillet 2017 à Paris,, place d'Aligre avec l'Orchestre de chambre de Paris puis à Marseille en octobre 2017 avec l'Orchestre régional Avignon-Provence. Forte de son succès, la création entame en 2018 une tournée européenne. En 2019, la création de Pierre Sauvageot sillonne la Région Sud - Provence-Alpes-Côte d’Azur pour trois dates musicales au cœur de la vie d'un immeuble et de ses habitants : Martigues, Marseille et Toulon.

### Le réseau In Situ
Lieux publics pilote In Situ, plateforme européenne pour la création artistique en espace public, depuis la création du réseau en 2003 par Pierre Sauvageot.
Il réunit aujourd'hui 20 partenaires issus de 12 pays : 4+4 Days in Motion (République tchèque) - Atelier 231 (France) - CIFAS (Belgique) - FAI-AR (France) - Freedom Festival (Grande Bretagne) - Kimmel Center (USA) - La Paperie (France) - La Strada Graz (Autriche) - Les Tombées de la nuit (France) - Lieux publics (France) - Metropolis (Danemark) - Norfolk & Norwich Festival (Grande Bretagne) - Oerol Festival (Pays-bas) - On-the-move (Belgique) - Østfold kulturutvikling (Norvège) - PLACCC / Artopolis (Hongrie) - Provinciaal domein Dommelhof (Belgique) - Teatri ODA (Kosovo) - Terni Festival (Italie) - UZ Arts (Grande Bretagne)